# Turbonilla stelleri
Turbonilla stelleri är en snäckart som beskrevs av Bartsch 1927. Turbonilla stelleri ingår i släktet Turbonilla och familjen Pyramidellidae. Inga underarter finns listade i Catalogue of Life.